# Lemniscomys barbarus
Lemniscomys barbarus és un micromamífer de l'ordre dels rosegadors present al Magrib, a la regió costanera del Marroc, Algèria i Tunísia al nord i nord-oest de la serralada de l'Atles. Una mica més gros que el ratolí de bosc (Apodemus sylvaticus) i amb una cua una mica més llarga que el cap i el cos. El pelaje de la part superior és de color canyella clar, al llarg del dors té una línia més fosca i a cada costat d'aquesta, en els flancs, té altres cinc línies negres, més amples, que tanquen una altra línia de color una mica més pàl·lid. A la zona ventral el color tendeix a degradar-se fins al blanc, igual que en els quatre peus. És una espècie A Espanya, a les ciutats autònomes de Ceuta i Melilla.
En el passat es creia que es distribuïa per tota l'Àfrica subsahariana, però aquestes poblacions es consideren com a espècies diferents (Lemniscomys zebra). L. barbarus, L. zebra i Lemniscomys hoogstraali formen un grup que tenen un pelatge distintiu de color foscs amb franges clares. Altres Lemniscomys Lemniscomys Altres tenen ratlles més aviat irregulars / fragmentades o només una sola ratlla fosca al llarg del dors.